# Edward Andersson
Edward Wilhelm Andersson, född 31 december 1933 i Helsingfors, död 14 juni 2012 i Esbo, var en finlandssvensk jurist och professor. 
Andersson blev student 1951, juris kandidat 1954, juris licentiat 1955, juris doktor 1963 och var professor i offentlig rätt vid Helsingfors universitet 1965–1998. Han publicerade flera arbeten som behandlade olika aspekter av den finländska skatterätten och etablerade sig som en av landets främsta experter på skatterättsfrågor. Han invaldes 1969 i stadsfullmäktige i Grankulla för Svenska folkpartiet och var dess ordförande 1977–2003. Han innehade även talrika förtroendeposter inom den akademiska världen (bland annat prorektor för Helsingfors universitet 1971–1983) och i näringslivet.

### Fotnoter
1. ↑  Edward Andersson, Biografiskt lexikon för Finland, Svenska litteratursällskapet i Finland, Biografiskt Lexikon för Finland ID (urn.fi): 5336-1416928957942.[källa från Wikidata]
2. ↑  Biografiskt lexikon för Finland, Svenska litteratursällskapet i Finland, Biografiskt lexikon för Finland: 7385.[källa från Wikidata]
3. ↑  Libris, Kungliga biblioteket, 26 mars 2018, Libris-URI: 75kmndwr0kdds4b, läst: 24 augusti 2018.[källa från Wikidata]
4. 1 2 3  Matti Klinge (red.), Kansallisbiografia, Finska litteratursällskapet och Finska historiska samfundet, Finlands nationalbiografi-ID: 7385.[källa från Wikidata]

### Övriga källor
- Andersson, Edward Wilhelm i Kuka kukin on (1978, på finska)
- Andersson, Edward i Uppslagsverket Finland (webbupplaga, 2012). CC-BY-SA 4.0